# Reichenhain (Chemnitz)
Reichenhain, Chemnitz-Reichenhain – dzielnica miasta Chemnitz w Niemczech, w kraju związkowym Saksonia. 